# 6401-es mellékút (Magyarország)
A 6401-es számú mellékút egy közel tizenhat kilométer hosszú, négy számjegyű mellékút Fejér vármegye és Somogy vármegye határvidékén. Enyinget köti össze Siófokkal, bár ténylegesen csak csekély szerepe van a két város összekapcsolásában, mert egy szakaszán burkolatlan útként húzódik, miközben a térség sűrű úthálózata révén lényegesen jobb minőségű, kedvezőbb vonalvezetésű utakon is el lehet jutni az egyik helyről a másikra.

## Nyomvonala
A 64-es főútból ágazik ki, annak 31+800-as kilométerszelvénye közelében, Enying központjában. Délnyugat felé indul, Bocskai utca néven, később viseli a Deák Ferenc utca, a Petőfi Sándor utca és a Semmelweis utca neveket is, végül Marosi utca néven lép ki a város házai közül, 700 méter után. Ott keresztezi a Cinca-Csíkgát folyását, egy szakaszon délebbi irányt követ, majd ismét nyugatabbi irányba fordul.
4,5 kilométer után lépi át Fejér vármegye és Somogy vármegye határát, onnantól kezdve Balatonszabadi területén húzódik, szilárd burkolat nélküli földútként. Csak a nyolcadik kilométere után válik ismét burkolt úttá, így érkezik be Balatonszabadi Siómaros településrészére, Enyingi utca néven. A 9. kilométernél, a településrész központjában egy iránytöréshez érkezik, innen a neve Kossuth Lajos utca és már nyugat-északnyugati irányban halad tovább.
A tizedik kilométere előtt kiágazik belőle a 6403-as út Siójut–Ádánd–Ságvár felé, az út pedig innen Vak Bottyán utca néven húzódik tovább Balatonszabadi központján, majd Fokszabadi településrészen keresztül. 13,1 kilométer után lép ki Balatonszabadi házai közül, és egyben át is lép Siófok területére, 14,7 kilométer után csomópont nélkül, felüljárón keresztezi az M7-es autópályát, amely itt kevéssel a 102. kilométere előtt jár, és a folytatásban a Somlay Artúr utca nevet veszi fel. A 7-es főútba torkollva ér véget, annak 109+500-as kilométerszelvényénél.
Teljes hossza, az országos közutak térképes nyilvántartását szolgáló kira.gov.hu adatbázisa szerint 15,842 kilométer.